# Tyler Holton
Weston Tyler Holton (Tallahassee, Florida, 13 de junio de 1996), más conocido como Tyler Holton, es un jugador profesional estadounidense de béisbol que se desempeña en la posición de lanzador en Detroit Tigers, equipo de las Grandes Ligas de Béisbol (MLB).

## Carrera
Holton hizo su debut en la MLB con el equipo Arizona Diamondbacks, en el cual jugó una temporada (2022), después pasó a Detroit Tigers, donde lleva jugando dos temporadas.